# Condado de Hardy
O Condado de Hardy é um dos 55 condados do estado norte-americano da Virgínia Ocidental. A sede do condado é Moorefield, que é também a sua maior cidade. O condado tem uma área de 1513 km² (dos quais 3 km² estão cobertos por água), uma população de 12 669 habitantes, e uma densidade populacional de 8 hab/km² (segundo o censo nacional de 2000). O condado foi fundado em 1785 e recebeu o seu nome em homenagem a Samuel Hardy (1758-1785), advogado e estadista da Virgínia, delegado ao Congresso Continental.